# Comté de Panola (Texas)
Pour les articles homonymes, voir Comté de Panola et Panola.
Le comté de Panola, en anglais : Panola County, est un comté situé dans l'est de l'État du Texas aux États-Unis. Fondé le 30 mars 1846, son siège de comté est la ville de Carthage. Selon le recensement des États-Unis de 2020, sa population est de 22 491 habitants. Le comté a une superficie de 2 127,1 km2, dont 2 076,5 km2 en surfaces terrestres. Son nom est un mot d'origine amérindienne pour désigner le coton.

## Organisation du comté
Le comté est fondé le 5 février 1852, à partir des terres des comtés de Bexar et de
Gillespie. Il est définitivement organisé et autonome, le 4 août 1856. 
Le comté est baptisé en référence au mot ponolo, de la langue Cherokee, qui signifie en français : coton.

## Géographie

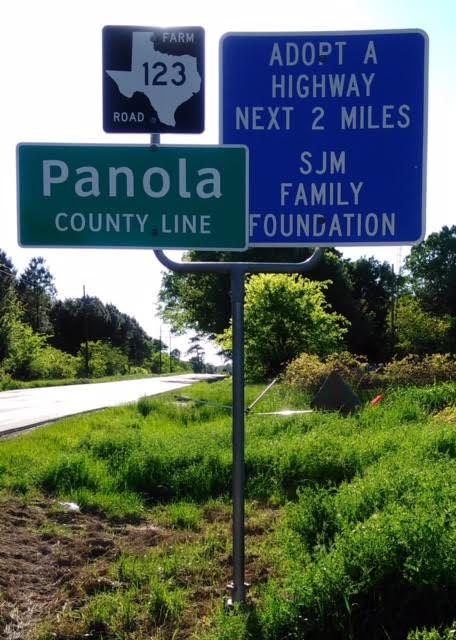
Panneau de limite du comté.

Le comté de Panola se situe à l'est de l'État du Texas, aux États-Unis,. Il est bordé, à l'est, par l’État de Louisiane et traversé, du nord au sud, par le fleuve Sabine.
Il a une superficie totale de 2 127,1 km2, composée de 2 076,5 km2 de terres et de 50,6 km2 de zones aquatiques.

## Comtés adjacents
|               | Comté de Harrison | Paroisse de Caddo   |
| Comté de Rusk | comté de Panola   | Paroisse de De Soto |
|               | Comté de Shelby   |                     |

## Démographie

Pyramide des âges du comté de Panola (2000).

Lors du recensement de 2010, le comté comptait une population de 23 796 habitants. En 2017, la population est estimée à 23 243 habitants,.